# Carme Pinós

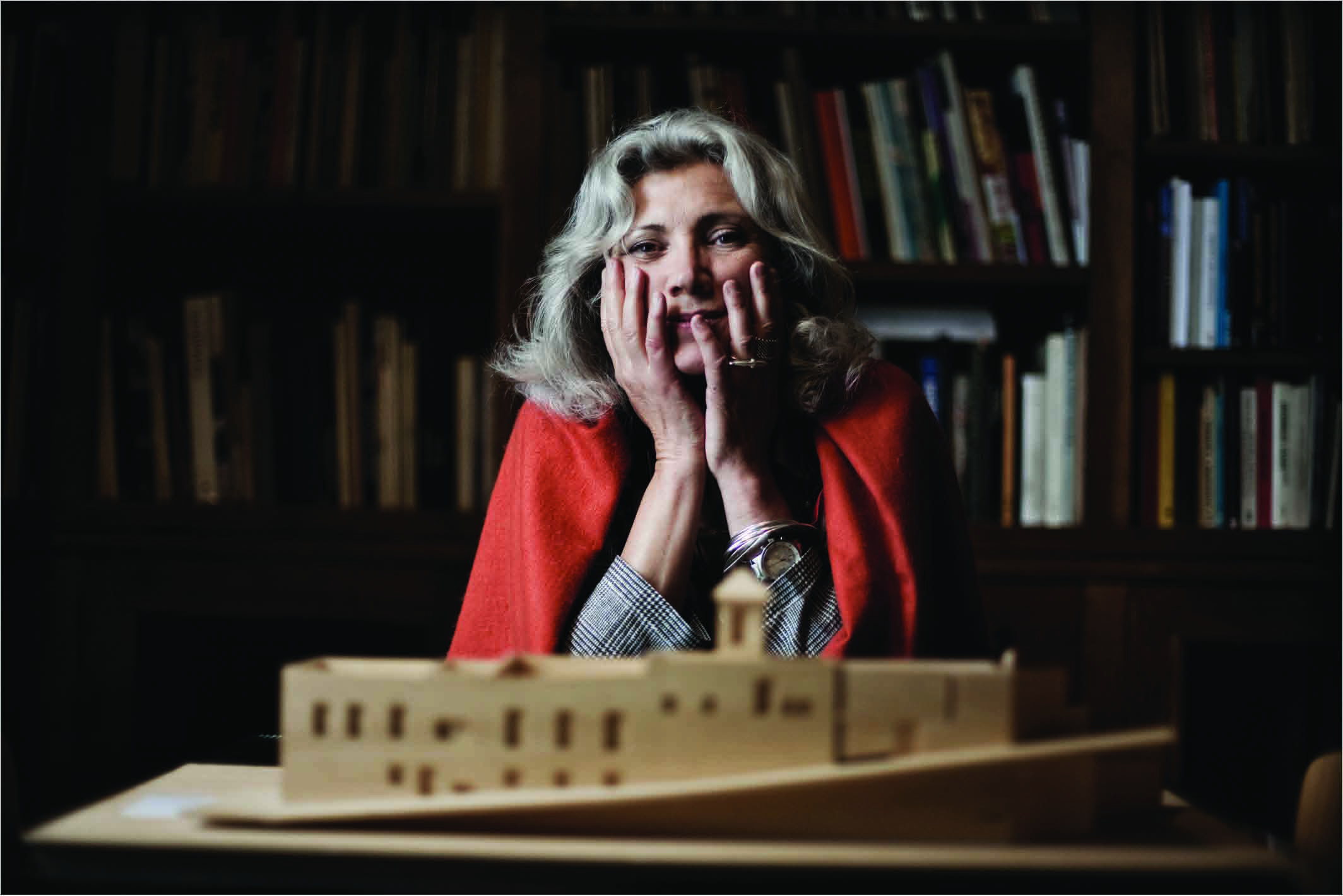
Carme Pinós

Carme Pinós i Desplat (geboren am 23. Juni 1954 in Barcelona) ist eine spanische Architektin, Stadtplanerin und Hochschullehrerin. Nachdem sie 1991 zusammen mit Enric Miralles mit Projekten wie dem Friedhof von Igualada internationale Anerkennung gefunden hatte, gründete sie im selben Jahr ihr eigenes Studio. Sie hat an der Kunstakademie Düsseldorf, der Columbia University in New York und der Harvard University in Cambridge (Massachusetts) unterrichtet. Im Dezember 2021 wurde sie mit dem Premio Nacional de Arquitectura de España ausgezeichnet.

## Leben

### Jugend und Ausbildung
Carme Pinós ist die Tochter des Arztes und Leiters der gastroenterologischen Pathologie am Hospital de la Santa Cruz y San Pablo in Barcelona, Tomás Pinós. Er war 60 Jahre alt, als Carme geboren wurde.

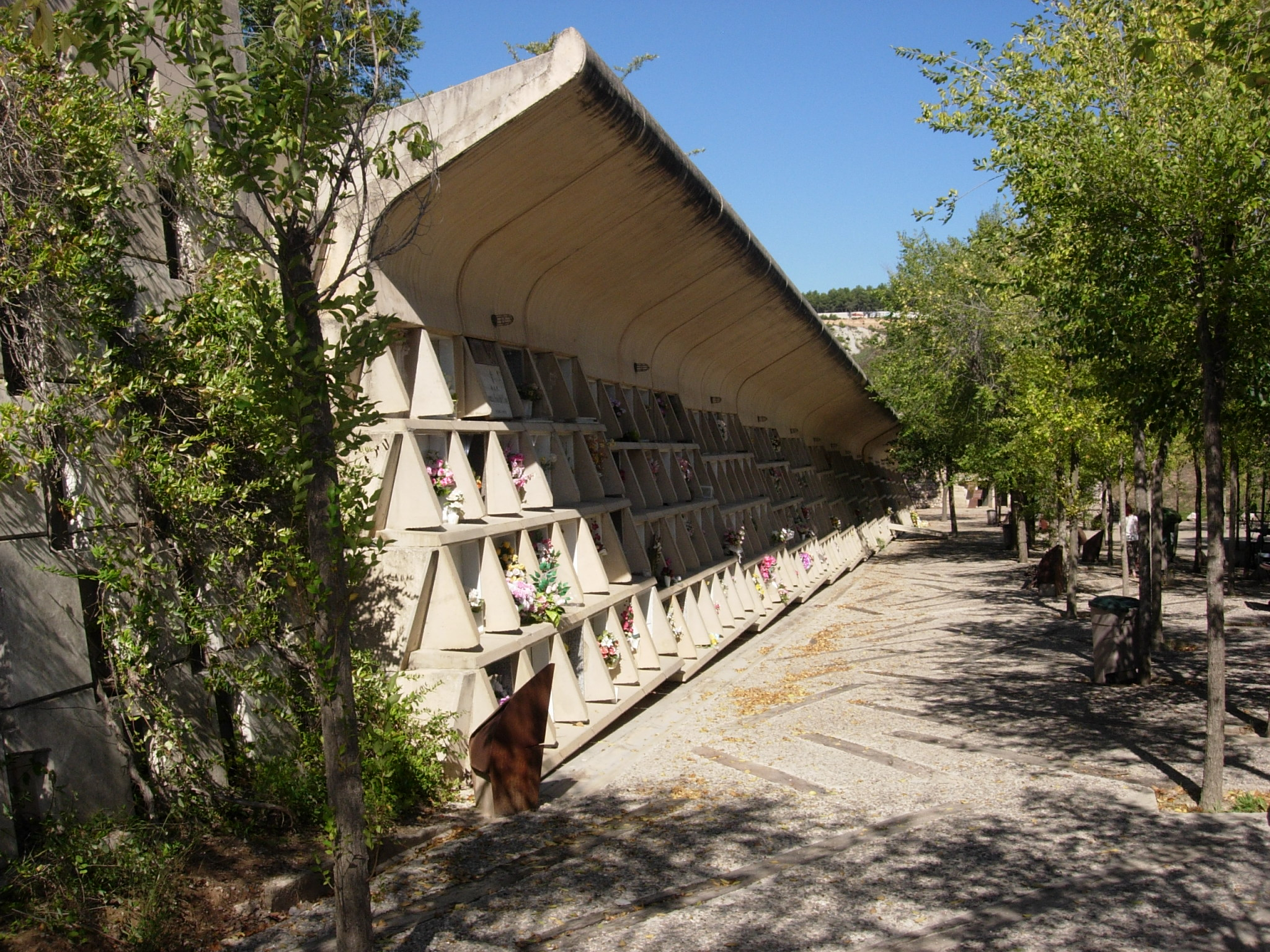
Der Neue Friedhof von Igualada, Spanien.

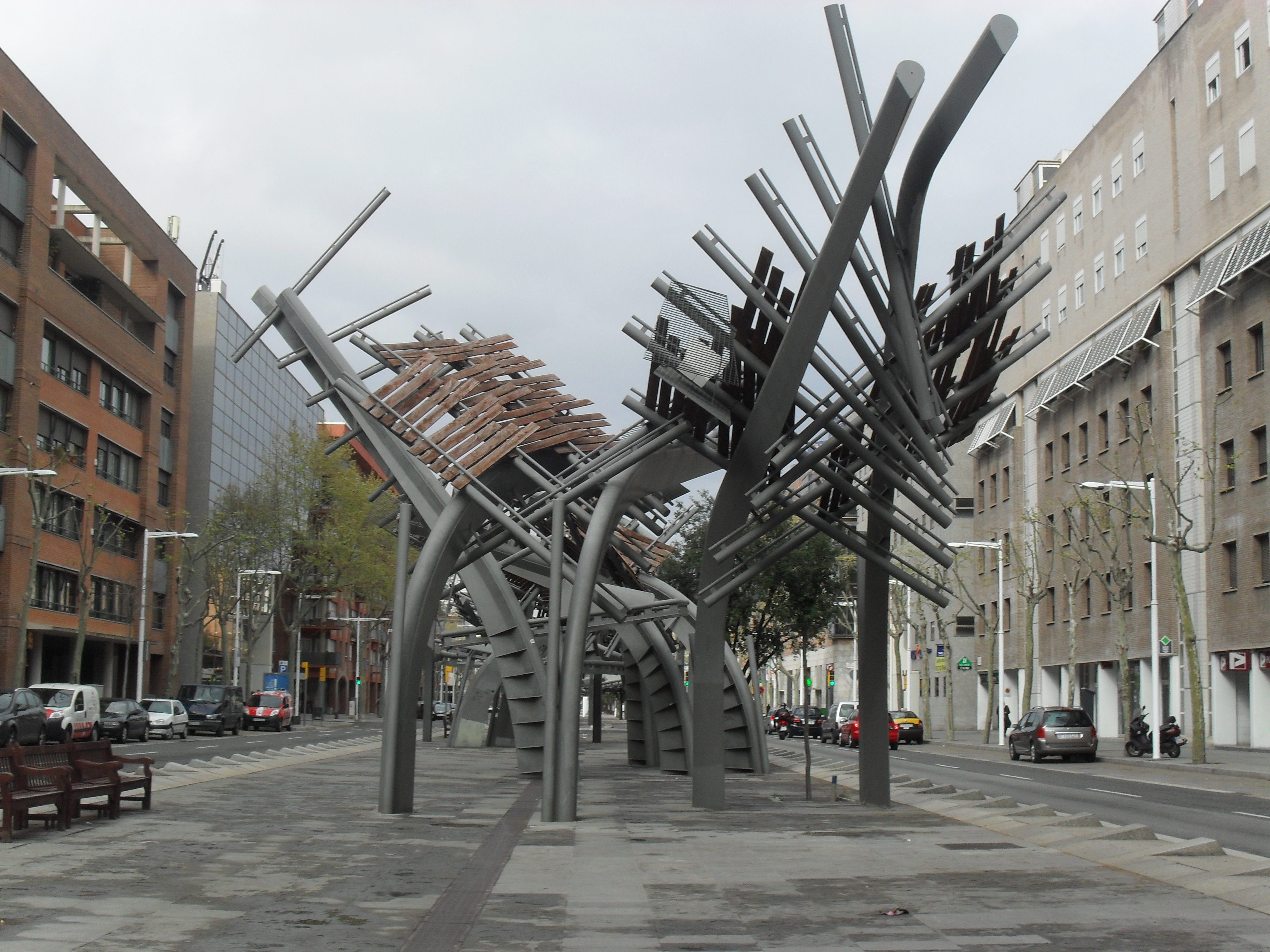
Pergola der Avenida von Icaria, Spanien 1992.

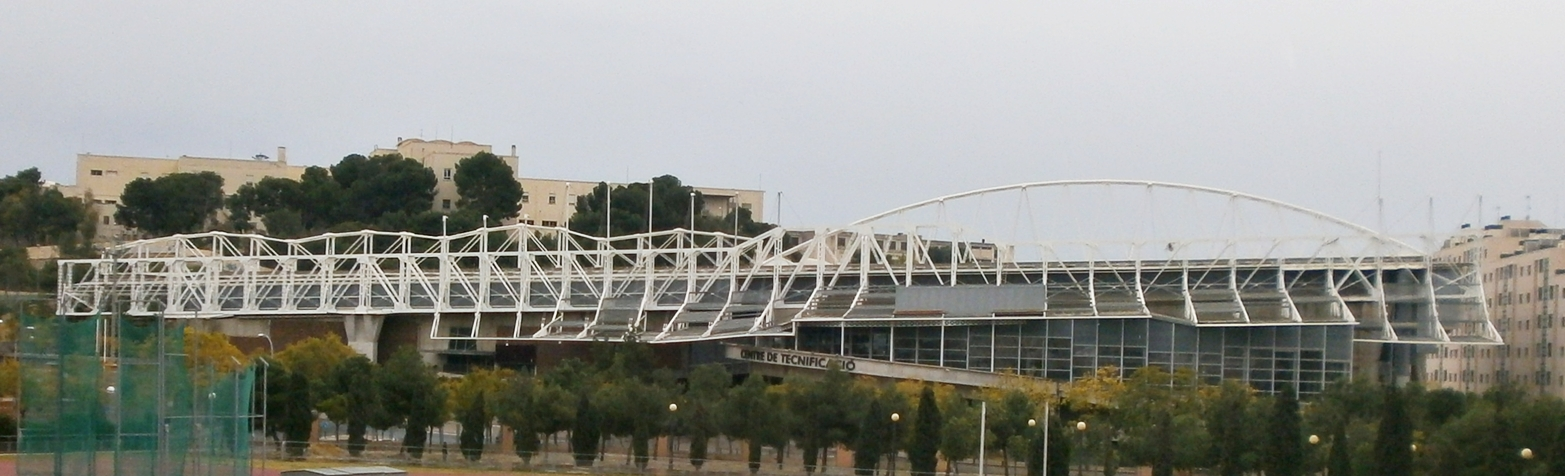
Pavillon Pedro Ferrándiz 1993

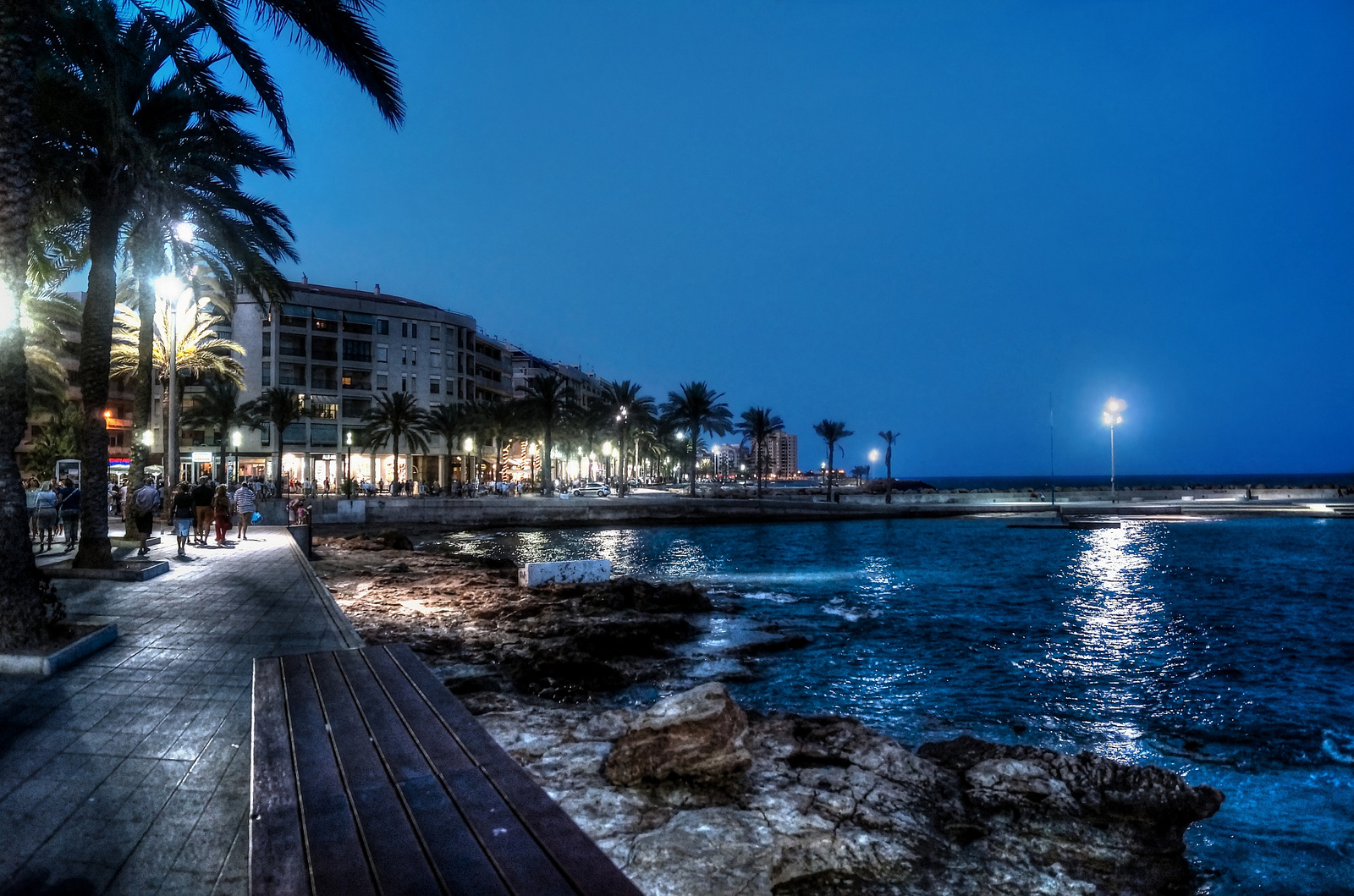
Paseo marítimo (Uferpromenade) von Torrevieja 2000

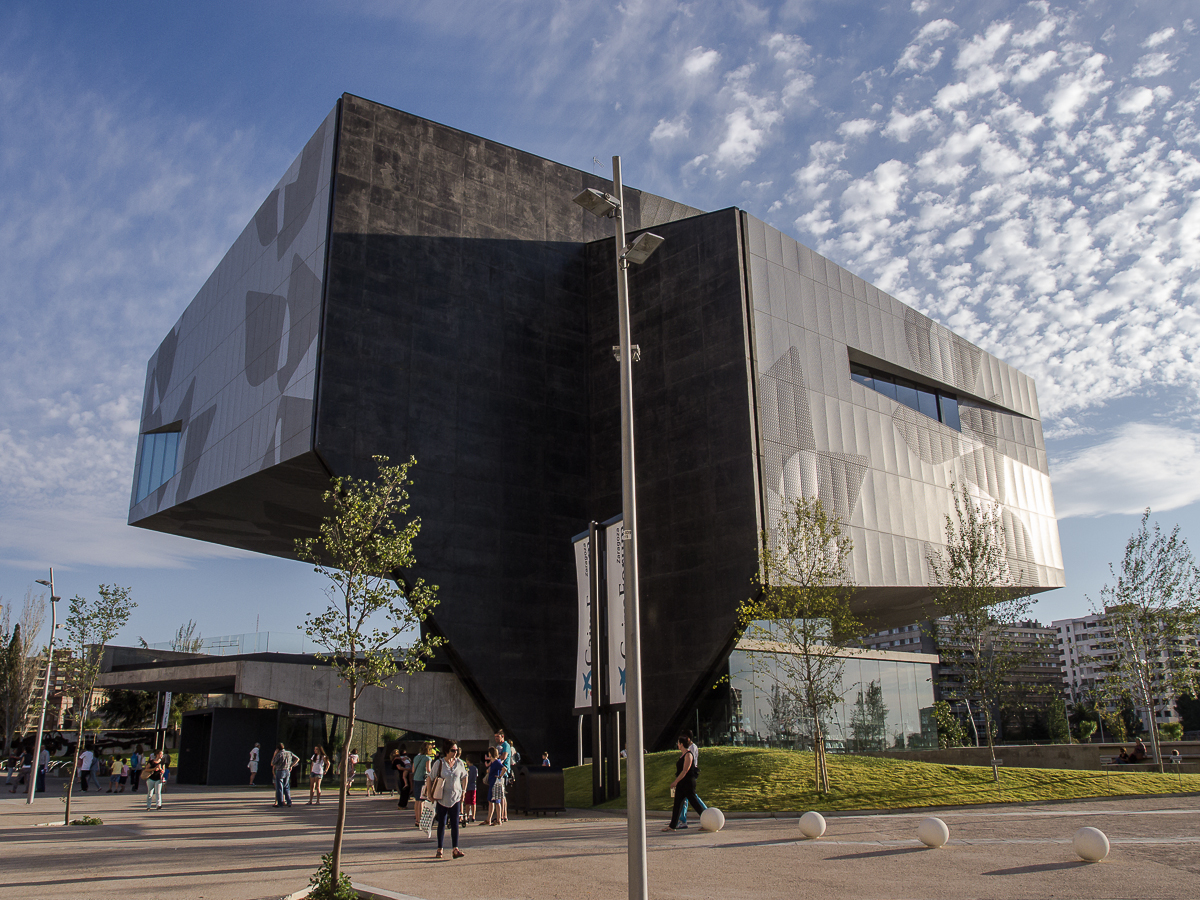
Caixa-Forum Saragossa, Spanien 2010.

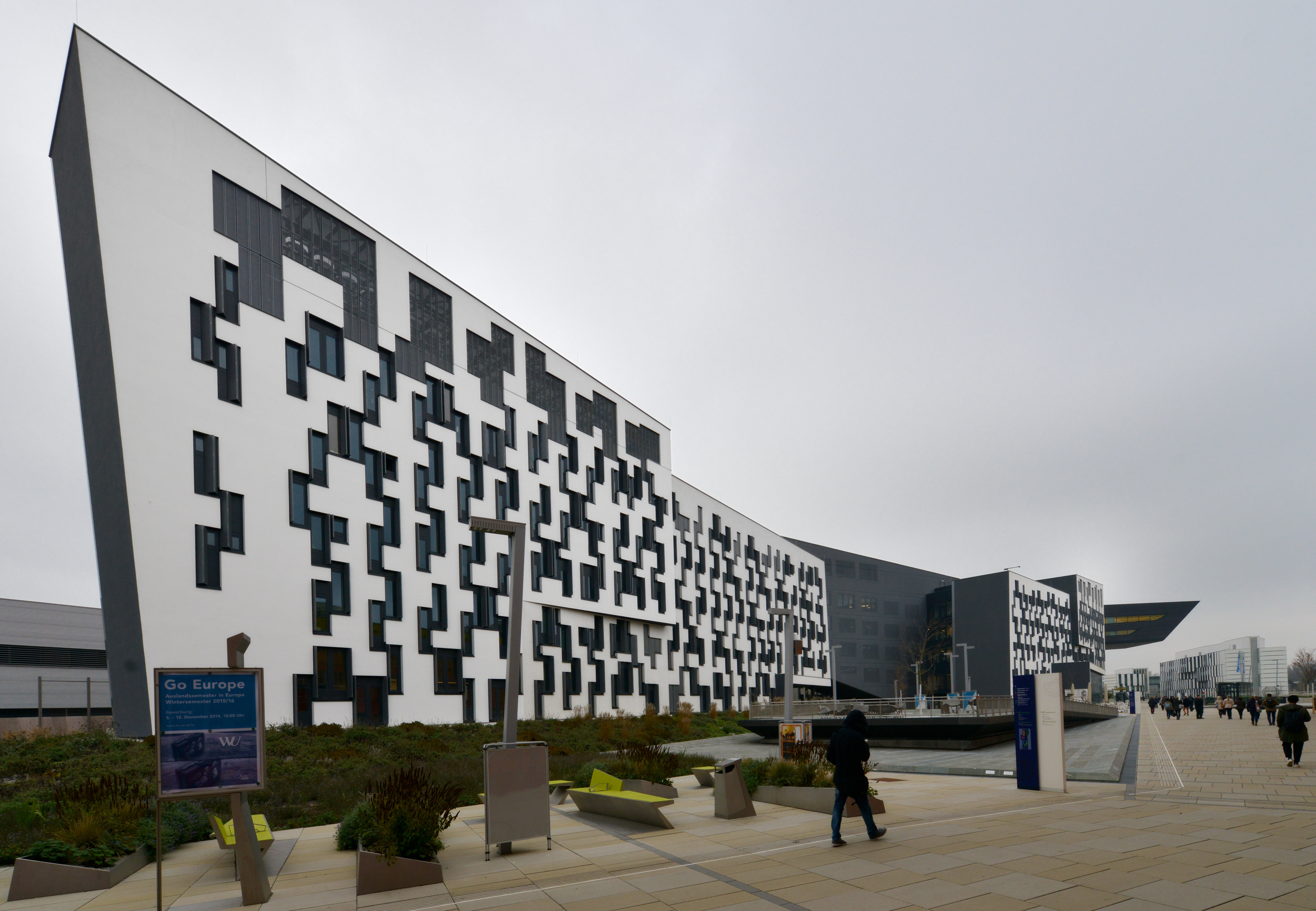
Campus der Wirtschaftsuniversität, Wien, Österreich 2013.

Pinós studierte bis 1979 Architektur an der Escuela Técnica Superior de Arquitectura Barcelona, der Architekturhochschule von Barcelona, und half währenddessen ihrer Mutter bei der Bewirtschaftung des Bauernhofs in Balaguer (Provinz Lleida). Diese Erfahrung beeinflusste ihre Vorstellung von Landschaft und von einem Gebäudeentwurf, der dem besonderen Charakter des jeweiligen Ortes entspricht. Am Institut für Architektur studierten damals 4 Frauen unter 200 Männern.

### Estudio Enric Miralles – Carme Pinós
An der Hochschule lernte sie Enric Miralles (1955–2000), ihren späteren Ehemann und Partner kennen. Die beiden gründeten 1984 ein Architekturbüro, das sie bis 1991 gemeinsam führten. Neben dem Friedhof von Igualada sind die bekanntesten Werke aus der Zusammenarbeit mit Miralles: die Schule von La Llauna in Badalona (1991), das Sozialzentrum in Hostalets de Balenyá (1992), der olympische Bogenschießplatz in Barcelona (1991), der Pavillon von Pedro Ferrándiz (1993), das Sozialzentrum von La Mina (1993) und das Internat in Morella (1993). Für dieses letzte Werk erhielten sie 1995 den Spanischen Architekturpreis.

### Estudio Carme Pinós
Im Jahr 1991 gründete sie ihr eigenes Studio unter dem Namen Estudio Carme Pinós, das 1996 den Wettbewerb für den Bau der Promenade von Torrevieja gewann.
Zu ihren bemerkenswertesten späteren Projekten gehören der Masterplan für das historische Zentrum von Saint-Dizier (Frankreich), wo sie auch Eingriffe in den öffentlichen Raum vornahm, sowie der Bau des Cube Towers in der Stadt Guadalajara (Mexiko); das Kultur- und Ausstellungszentrum CaixaForum in Saragossa und der Komplex für die Plaça de la Gardunya, die Massana-Schule, ein Wohngebäude und die Rückfassade des Mercat de la Boqueria in Barcelona.
Im Jahr 2012 gründete sie die Möbelfirma Objects by Estudio Carme Pinós, eine Kollektion von Produkten zu erschwinglichen Preisen, mit hochwertigen, vielseitigen und leicht zu montierenden Materialien, die über ihre eigene Website erworben werden können.
Im Jahr 2021 widmete ihr das Museo ICO in Madrid im Rahmen seines „Engagements, die großen Vertreter der zeitgenössischen Architektur sichtbar zu machen“, eine große Ausstellung, die dreißig Jahre ihres Schaffens darstellte. Es war die erste Ausstellung über das Werk einer Architektin in Spanien.
Im Dezember 2021 wurde sie mit dem Spanischen Architekturpreis ausgezeichnet, der höchsten spanischen Auszeichnung im Bereich Architektur, mit der die Arbeit einer Person oder Einrichtung gewürdigt werden soll, die auf außergewöhnliche Weise zur Bereicherung der sozialen, technologischen und nachhaltigen Aspekte der spanischen Architektur oder Stadtplanung innerhalb und außerhalb der spanischen Grenzen beigetragen hat und beiträgt.

### Lehrtätigkeiten
Carme Pinós verband ihre Arbeit als Architektin mit Lehrtätigkeiten und der Veranstaltung von Seminaren, Kursen und Workshops. Sie war Gastdozentin an führenden internationalen Architekturinstitutionen:
Vereinigte Staaten von Amerika
- 1994–1995: University of Illinois at Urbana-Champaign
- 1999: Columbia University in New York
- 2003: Harvard Graduate School of Design
- 2018: University of California Berkeley

Deutschland und Schweiz
- 1996–1997: Kunstakademie Düsseldorf
- 2001–2002: École polytechnique fédérale de Lausanne
- 2005–2006: Accademia di archittetura di Mendrisio

Italien
- 2007–2008: Università degli studi di Roma Tre
- 2016: Università Iuav di Venezia

## Ausstellungen
- 2006: Das MOMA erwarb das Modell des Torre Cube I für seine ständige Sammlung.[11]
- 2007: Patente Lösungen, Ausstellung um Deutschen Architektur-Museum in Frankfurt am Main.
- 2010: Das Centre Pompidou hat eine Auswahl von Modellen erworben. Dazu gehören Modelle des Caixa-Forum Saragossa (Spanien), des Hotels Pizota und des Maison l'Algerie (beide Mexiko).
- 2018: Das Werk von Pinós wurde auf der 16. Architekturbiennale Venedig ausgestellt.[12]
- 2021: Ausstellung „Carme Pinós, Escenarios para la Vida“ (Carme Pinós, Szenarien für das Leben) in der Fundación ICO in Madrid, die ihren Werdegang als Architektin und eine große Auswahl an Modellen ihrer Arbeiten umfasste.[13]

## Projekte und Preise (Auswahl)
Die Projekte sind in der zeitlichen Reihenfolge ihrer Fertigstellung aufgelistet. Zusätzlich werden die projektbezogenen Preise erwähnt.

### Estudio Enric Miralles – Carme Pinós
- 1985: Überdachung des Plaza Mayor in Parets del Vallès, Barcelona.
- 1986: Umgestaltung der Fabrik La Llauna in eine Sekundar-Schule in Badalona, Barcelona. 
  - 1987: Premio FAD für Innenarchitektur, verliehen vom Fomento de las Artes Decorativas (FAD).
- 1991: Neuer Friedhof in Igualada, Barcelona. 
  - 1991: FAD-Architekturpreis.[14]
  - 1991: Erster Preis auf der Europäischen Architekturtriennale in Mailand, Italien für den neuen Friedhof von Igualada.
- 1992: Bogenschießanlage für die Olympischen Sommerspiele in Barcelona.
  - 1992: Premio Ciutat de Barcelona (Preis der Stadt Barcelona), verliehen vom Stadtrat.
- 1992: Sozialzentrum in Els Hostalets de Balenyà, Barcelona.
- 1992: Überdachung der Avenida von Icaria, Barcelona.
- 1993: Sozialzentrum La Mina in San Adrián del Besós, Barcelona.
- 1993: Casa Garau Agustí in Bellaterra, Barcelona.
- 1994: Internat in Morella, Provinz Castellón, Spanien.
  - 1995: Spanischer Architekturpreis, verliehen vom Consejo Superior de los Arquitectos de España (CSCAE).

### Estudio Carme Pinós
- 1999: Fußgängerbrücke in Petrel, Alicante, Spanien.
- 2000: Paseo maritimo (Uferpromenade) Juan Aparicio in Torrevieja, Alicante.
- 2001: Sekundarschule La Serra in Mollerussa, Lleida, Spanien.
- 2002: Park Ses Estacions in Palma de Mallorca, Spanien.
- 2005: Büroturm Cube I in Guadalajara (Mexiko). 
  - 2005: Arqcatmón-Preis für katalanische Architektur in der Welt in der Kategorie Nicht-Wohngebäude, verliehen von der Vereinigung Col-legi d'Arquitectes de Catalunya (COAC).[15]
  - 2008: Erster Preis des Consejo Superior de los Arquitectos de España (CSCAE) auf der IX. Spanischen Biennale für Architektur und Städtebau.
- 2006: Sportstadt Sarriguren im Valle de Egüés (Egüés-Tal), Navarra, Spanien.
- 2006: Grundschule Lluís Vives in Castelldefels, Barcelona.
- 2010: Einfamilienhaus in Barcelona.
- 2010: Parque aromático (Aromapark) von Torreblanca, Torrevieja, Alicante.
- 2013: Mehrfamilienhaus in Vallecas, Madrid.
- 2013: Gebäude für den Campus WU (Wirtschaftsuniversität Wien), Österreich.
- 2013: Pabellón Río Blanco (Rio-Blanco-Pavillon) in Guadalajara, Mexiko.
- 2014: Büroturm Cube II in Guadalajara, Mexiko.
- 2014: Caixa-Forum Saragossa, Spanien. 
  - 2014: Premio de Ingeniería ACHE (Ingenieurpreis ACHE).
  - 2015: Premio García Mercadal, Saragossa
- 2015: Hintere Fassade des Mercat de la Boqueria und Bebauung der Plaza de la Gardunya in Barcelona.
- 2016: Metro-Station Zona Universitaria auf der L9 in Barcelona.
- 2016: Krematorium des Neuen Friedhofs von Igualada, Barcelona.
- 2017: Escuela Massana an der Plaza de la Gardunya in Barcelona.
- 2017: Wohnblocks in Valdebebas, Madrid.[16]
- 2018: Wohngebäude an der Plaza de la Gardunya in Barcelona.
- 2016: Masterplan für Saint-Dizier: Stadtentwicklung im historischen Zentrum und an den Fluss- und Kanalufern in Saint-Dizier, Haute-Marne, Frankreich.
- 2018: MPavilion 5, Melbourne, Australien.[17][18]
- 2019: Terres de l´Ebre (Die Ebro-Länder) Regionalverwaltung Tortosa, Provinz Tarragona, Spanien.[19]
- 2019: Wohnblocks an der Plaza de la Gardunya, Barcelona.[20]
- 2019: Renovierung und Erweiterung des SPA Hotels Son Brull, Mallorca, Spanien[21]

## Preise und Anerkennungen
Im Laufe ihrer langen Karriere hat Carme Pinós zahlreiche Auszeichnungen erhalten, darunter:
- 2008: Premio Nacional de Arquitectura y Espacio Urbano (Spanischer Preis für Architektur und Stadtplanung), verliehen von der Abteilung für Kultur der Generalitat de Catalunya, für ihre berufliche Laufbahn.
- 2011: AIA Honorary Fellowship, verliehen vom American Institute of Architects (AIA), Vereinigte Staaten von Amerika.
- 2013: RIBA International Fellowship, verliehen vom Royal Institute of British Architects, Vereinigtes Königreich.
- 2015: Creu de Sant Jordi, verliehen von der Generalitat de Catalunya für den Beitrag zur Kultur und zur Verteidigung der bürgerlichen Werte Kataloniens.
- 2016: Berkeley-Rupp Prize. Berkeley University of California, USA, für ihren Beitrag zur Förderung von Frauen in der Architektur und ihr Engagement für die Gemeinschaft.[22]
- 2016: Richard Neutra Award for Professional Excellence (Richard Neutra-Preis für herausragende berufliche Leistungen). California State Polytechnic University of Pomona, Vereinigte Staaten von Amerika, als Anerkennung ihrer beruflichen Laufbahn.[23]
- 2017: Prix des femmes architectes, in der Kategorie „Ausländische Architektin“[24]
- 2018: Premis Tendències, verliehen von der Kulturbeilage der katalanischen Zeitschrift El Mundo de Catalunya.[25]
- 2019: Medalla d'Honor de la Xarxa Vives d'Universitats (Ehrenmedaille der Xarxa Vives d'Universitats), verliehen vom Vives-Hochschulnetzwerk, in Anerkennung ihrer beruflichen Laufbahn und ihres Engagements für die katalanische Wissenschaft und Kultur.
- 2021: Nationaler Architekturpreis für ihre schöpferische Kraft und die Solidität ihrer architektonischen Karriere.[26]

## Veröffentlichung
- Mit Carlos Ferrater, Emilio Tuñón, Luís Moreno Mansilla: Taller vertical 08/09: A game in a place/Un juego en un lugar. ACTAR, Barcelona 2011, ISBN 978-84-938493-1-3 (englisch, spanisch).